# ژوزف وایزمن
ژوزف وایزمن (انگلیسی: Joseph Wiseman؛ ۱۵ مهٔ ۱۹۱۸ – ۱۹ اکتبر ۲۰۰۹) یک هنرپیشه اهل کانادا بود. وی بین سال‌های ۱۹۵۰ تا ۲۰۰۱ میلادی فعالیت می‌کرد.
از فیلم‌ها یا برنامه‌های تلویزیونی که وی در آن نقش داشته است می‌توان به دکتر نو، داستان بازرس، زنده‌باد زاپاتا! و بتسی اشاره کرد.

## مرگ
وایزمن در خانه اش در منهتن در حالی که مدتی بود در وضعیت بدی قرار داشت درگذشت. 